# 2 octobre 1989
Le lundi 2 octobre 1989 est le 275e jour de l'année 1989.

## Naissances
- Ángela Rodríguez Martínez, femme politique espagnole
- Aaron Hicks, joueur américain de baseball
- Aleksandr Komaristy, joueur de hockey sur glace russe
- Aymen Tahar, joueur de football algérien
- Chad Smith, joueur américain de baseball
- Cristina Scuccia, chanteuse italienne
- Cyril Benzaquen, athlète français de muay thaï et de kickboxing
- Diamond Platnumz, tanzanien artist
- Frederik Andersen, joueur professionnel danois de hockey sur glace
- George Hotz, hacker américain
- George Nash, rameur britannique
- Janina Uhse, actrice allemande
- Joshua Bailey, joueur de hockey sur glace canadien
- Laurent Vanden Bak, coureur cycliste belge
- Marlie Packer, joueuse anglaise de rugby à XV
- Marta Gastini, actrice italienne
- Ruud Feltkamp, acteur et disc jockey néerlandais
- Ryan Dull, joueur de baseball
- Sho Sasaki, joueur de football japonais
- Tyler Olson, joueur américain de baseball

## Décès
- Cousin Joe (né le 20 décembre 1907), musicien américain
- Jesús Emilio Jaramillo Monsalve (né le 16 février 1916), prêtre catholique colombien
- Paola Barbara (née le 22 juillet 1912), actrice italienne
- Vittorio Caprioli (né le 15 août 1921), acteur italien
- Witold Rowicki (né le 26 février 1914), chef d'orchestre

## Événements
- République démocratique allemande : à Dresde, comme à Leipzig se déroulent d'importantes manifestations pour la liberté, dans cette dernière ville, plusieurs milliers de candidats à l'exil s'affrontent avec la police.
- France : reconduction de la grève aux usines Peugeot de Sochaux et de Mulhouse.
- Grande-Bretagne : le Parti travailliste renonce officiellement à sa doctrine du désarmement nucléaire unilatéral.
- Union soviétique : le Soviet suprême vote, à la demande du président Mikhaïl Gorbatchev, une résolution interdisant le droit de grève dans les secteurs stratégiques. Lors de son discours, Gorbatchev déclare : « Nous avons commencé à perdre le contrôle des choses. Les nouveaux mécanismes ne sont pas enclenchés, alors que les anciens ne fonctionnent plus (...) On ne peut pas attendre. Chaque jour supplémentaire a des conséquences terribles ». Gorbatchev obtient l'interdiction de toute grève pendant un an, mais le lendemain il limite cette mesure aux seuls secteurs stratégiques (transports, communications, énergies, défense nationale, police et administrations gouvernementales, soit 35 à 40 % des travailleurs).
- Publication de l'album live À l'Olympia 89 de Véronique Sanson
- Découverte des astéroïdes (10512) Yamandu, (10513) 1989 TJ14, (11868) Kleinrichert, (13941) 1989 TF14, (17440) 1989 TP14, (18343) Asja, (18344) 1989 TN11, (21030) 1989 TZ11, (23463) 1989 TX11, (24675) 1989 TZ, (24678) 1989 TR11, (30804) 1989 TO14, (4264) Karljosephine et (7754) Gopalan
- Création du parti politique italien Union für Südtirol
- Création de la Brigade franco-allemande
- Sortie du single Casser la voix de Patrick Bruel
- Début de la tournée Disco in Dream de Kylie Minogue
- Sortie de l'album Freedom de Neil Young
- Début du programme radiophonique Parler pour parler sur Cadena Ser
- Création de la Ràdio Nou en Espagne
- Sortie de l'albuù UK Jive des The Kinks